# Mémorial de la France combattante
El Mémorial de la France combattante (Español: Monumento a los combatientes franceses) es el monumento conmemorativo más importante dedicado a los soldados franceses de la Segunda Guerra Mundial (1939-1945). Se encuentra bajo el Fuerte Mont-Valérien en Suresnes, a las afueras de París, al oeste.
Conmemora a los miembros de las fuerzas armadas de Francia y las colonias, así como a los miembros de la Resistencia francesa. Quince representantes de los héroes franceses fueron enterrados aquí en una elaborada ceremonia el 11 de noviembre de 1945.
El monumento se inauguró el 18 de junio de 1960. Sus paredes presentan dieciséis relieves de bronce que representan alegóricamente diferentes fases, lugares y participantes de la lucha.